# Wolfgang von Paler der Ältere
Wolfgang Paler, auch Wolf Paller, seit 1581 Wolfgang von Paler (* um 1504 in Augsburg; † 24. Juni 1582 ebenda) war ein deutscher Kaufmann.

## Leben

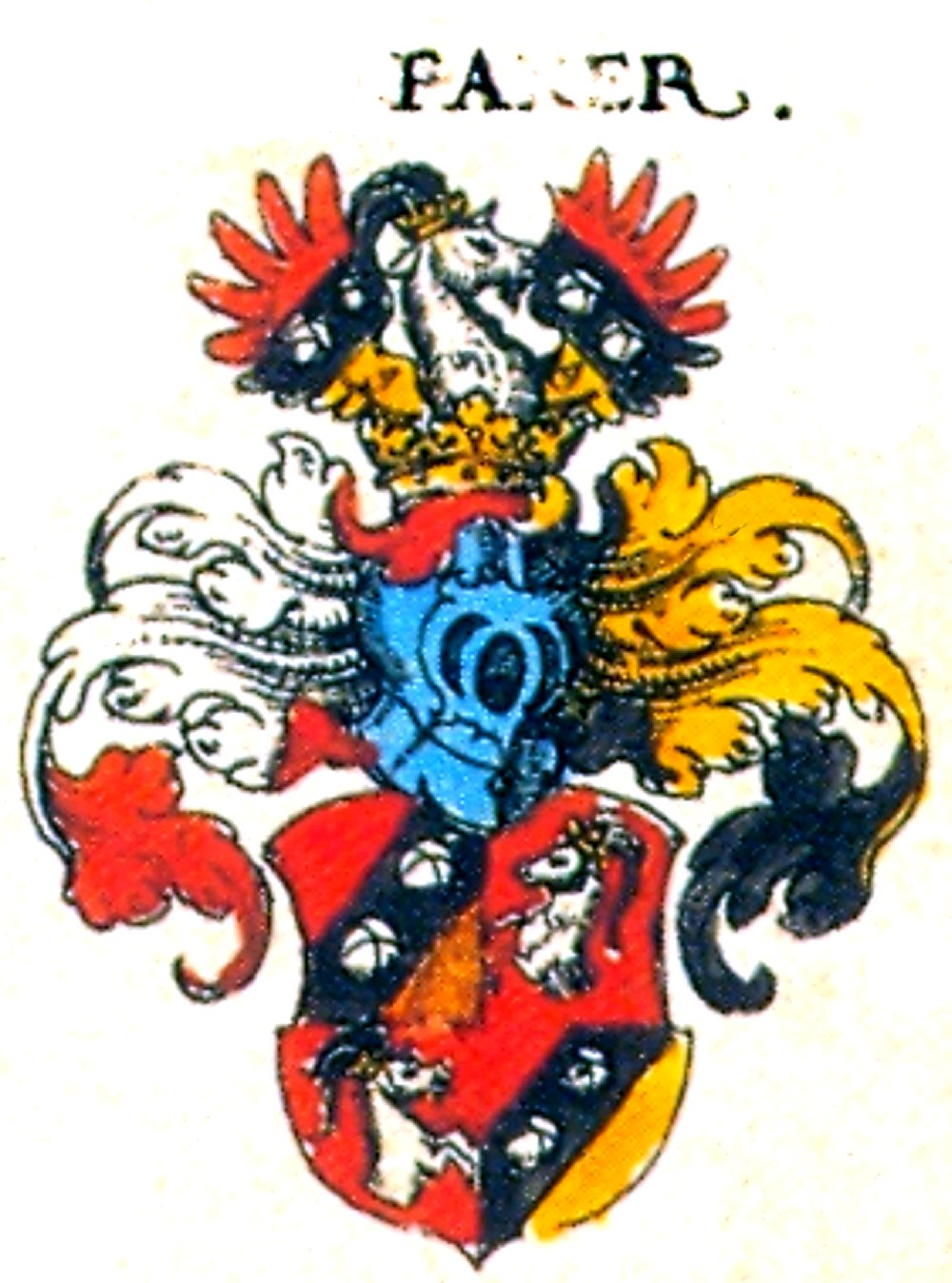
Wappen Paler bei Augspurgische Erbare Geschlecht, Johann Siebmachers Wappenbuch 1605

### Familie
Wolfgang von Paler war der Sohn von Matthias Paler († 1506); sein Vater diente als Kammerdiener beim Kaiser Maximilian I. in Wien und begleitete diesen vermutlich auf seinen Reisen nach Augsburg. Während einer dieser Reisen lernte er Anna, die Tochter des Nördlinger Kaufmanns Caspar Funck (1430–1480) und dessen Ehefrau Lucia (geb. Fuchshart, * um 1440; † 1513) kennen, die er um 1500 heiratete. Eine Cousine seines Schwiegervaters setzte Anna 1504 als Alleinerbin ein, die dadurch in den Besitz des Gebäudes D 158 (heute Obstmarkt 15) neben dem Augsburger St. Martinskloster kam und das später zum Familienstammhaus sowie zum Fideikommiss der Familie Paler wurde.
Wolfgang Paler war mit Magdalena (* um 1505; † 1578), Tochter von Franz Wagner (* um 1470) verheiratet; gemeinsam hatten sie mehrere Kinder. Als er verstarb, hinterließ er neben den beiden Söhnen Wolfgang und Matthias noch vier Töchter; seine Kinder heirateten in Augsburger Familien ein, die teilweise dem Patriziat angehörten: Imhof, Rembold, Welser, Hörmann, Regel, Jenisch, Weiß und Sulzer.

### Werdegang
Seit den 1540er Jahren lässt sich Wolfgang Paler in Verbindung mit Handels- und Finanzgeschäften nachweisen.
Er leitete bis 1559/60, zunächst gemeinsam mit seinem Schwager Konrad Herbst, dann allein, eine Handelsfirma, die sich stark am Wechselverkehr mit Antwerpen und am Wiener Ochsenhandel beteiligte.
Ende der 1560er Jahre begann er verschiedene Kupfergeschäfte zu tätigen und investierte große Teile seines Kapitals in Immobilien, so erwarb er unter anderem von Markus und Hans Fugger das Gebäude D 70/71 (Obstmarkt 3) in Augsburg. Seit Anfang der 1570er Jahre besaß er auch die Sägemühle Edenhausen vor dem Augsburger Jakober Tor, die er gemeinsam mit Gütern in Wertingen und Neusäß von Hans Hofmayr aus Donauwörth erworben hatte.
Am 16. Juni 1550 erhielt Wolfgang Paler von Kardinal Otto von Waldburg, dem damaligen Augsburger Bischof, den Hof zu Hamel (siehe Schloss Hammel) als Lehen und Kaiser Ferdinand I. verlieh am 1. März 1563 für diesen Ansitz den Burgfrieden und die niedere Gerichtsbarkeit; 1565 löste er gegenüber dem Augsburger Bischof die auf dem Hof ruhenden Grundzinsen mittels der Übergabe von drei Höfen und einer Sölde, in Täfertingen und Gersthofen gelegen, ab.
1560 erwarb er das Schloss Matzen, im Tiroler Inntal bei Rattenberg gelegen, das er 1564 dem Reichspfennigmeister Georg Ilsung durch den Tausch von dessen Hof in Walkertshofen überließ.
Er vergab unter anderem auch Darlehen an das Reich und an die Habsburgermonarchie, die zur Absicherung Kompensationsgeschäfte mittels Metalllieferungen tätigte; die Darlehensgeschäfte wurden ausschließlich über Georg Ilsung abgewickelt. 1549 übergab Wolfgang Paler der Innsbrucker Kammer gemeinsam mit seinem Geschäftspartner Konrad Herbst 48000 Gulden, 1551 allein 57810 Gulden, 1554 weitere 43000 Gulden, 1558: 55000 Gulden, 1560: 175868 Gulden und 1566: 60000 Gulden, die letzteren gemeinsam mit den Augsburger Meuting aus dem Patriziergeschlecht Meuting. 1558 ist sogar von einem Darlehen über die Summe von 415000 Gulden die Rede, welches Wolfgang Paler und Konrad Herbst dem Kaiser gegen eine Verzinsung von 10 % gewährt haben sollen. Dieses Darlehen war von Ilsung aus bewilligten Reichshilfen zurückzuzahlen, dabei handelte es sich vor allem um die von den Ständen zugestandenen Türkensteuern (siehe Reichstürkenhilfe). Darüber hinaus verpflichtete er sich gegenüber Marx und Christoph Fugger wegen eines Kredits über 60000 Gulden, der Maximilian II. und Rudolf II. gewährte worden war, als Bürge.
Erzherzog Ferdinand II. übertrug ihm 1567 die Kupferproduktion der Tiroler Hüttenwerke Kundl und Brixlegg (siehe Montanwerke Brixlegg), bis er sich 1581 den Absatz des gesamten landesherrlichen Kupfers sichern konnte.
1569 pachtete er mit Leonhard und David Weiß und weiteren Augsburger Geschäftspartnern die Neusohler (siehe Banská Bystrica) Kupferbergwerke und exportierte das Erz unter anderem nach England.
Wolfgang von Paler war zu einem maßgeblichen Finanzier der Habsburger im Laufe der Jahre geworden und die Geschäftsbeziehung wurde nach dem Tod von Georg Ilsung 1580 noch intensiver.

### Politisches und gesellschaftliches Wirken
Wolfgang Paler wurde 1549 in den Großen Rat von Augsburg berufen und wurde 1552 als Scholarch und Kirchenpropst eingesetzt.
Seit 1555 gehörte er dem Kleinen Rat an, dem engeren Führungszirkel der reichsstädtischen Verwaltung, das die oberste Verfassungsinstanz der Stadtrepublik verkörperte; in diesem Gremium saß er bis zu seinem Tod als Vertreter der Kaufleute.
1556 wurde er zum Kriegsrat berufen, als in Donauwörth Truppen zusammengezogen wurden und dies aus Augsburger Sicht als Gefahr empfunden wurde.
Von 1556 bis zu seinem Tod amtierte er auch als Bürgermeister; gewählt wurden seinerzeit sechs Bürgermeister auf jeweils ein Jahr, die dann paarweise jeweils vier Monate amtierten. In dieser Eigenschaft empfing er, gemeinsam mit den beiden Stadtpflegern und dem anderen Bürgermeister Conrad Mair, im Dezember 1558 Kaiser Ferdinand I. anlässlich eines nach Augsburg einberufenen Reichstages. Er wurde später zum Kaiser nach Wien und nach München gesandt, um weitere Einladungen zu Reichstagen auszusprechen.
1560 wurden Conrad Mair und er um ihren Rat wegen der Durchführung und Inkraftsetzung der neuen Münzordnung gebeten.

## Mitgliedschaften
Wolfgang von Paler war Mitglied der Kaufleutestube in Augsburg.

## Ehrungen und Auszeichnungen
Wolfgang Paler wurde am 27. November 1559 durch Kaiser Ferdinand I. zum Kaiserlichen Rat ernannt; die Ernennung wurde von Nachfolgern des Kaisers, Maximilian II. und Rudolf II., bestätigt.
Er wurde 1581 in den Reichsritterstand erhoben.